# Sinistra verde
Il termine sinistra verde è usato principalmente per riferirsi ad una combinazione politica pratica con ideologie di ambientalismo, femminismo, socialismo e pacifismo. È principalmente un'ideologia orientata sulla giustizia sociale e sui diritti umani, con un'espansione focalizzata sui diritti degli animali, e sono definiti all'interno dello spazio ideologico dell'ecosocialismo.
Il nome sinistra verde è anche utilizzato da una varietà di organizzazioni che difendono i principi socialisti o marxisti ma con una maggiore enfasi sulla preservazione dell'ambiente rispetto alle precedenti iterazioni del socialismo e del comunismo.

## Europa
Nei Paesi Bassi, il partito Sinistra Verde si è formato nel 1989 da una fusione di partiti cristiani e verdi comunisti, pacifisti, di sinistra. Nel dicembre 2007 nasce un altro partito di stampo italiano chiamato Federazione dei Verdi.